# Jolanda Flandrijska

Jolanda Flandrijska (francosko Yolande de Hainault),  markiza Namurja, je bila od leta 1216 do 1219 cesarica konstantinopelskega Latinskega cesarstva, * 1175, † 1219.
Leta 1217 so njenega moža Petra II. Courtenayskega na poti v Konstantinopel v Epirju ujeli in aretirali, zato je od takrat vladala kot samostojna vladarica. Od leta 1212 do 1219 je vladal tudi kot markiza Namurja.

## Življenje
Jolanda je bila hčerka hainautskega grofa Balduina V. in flandrijske grofice Margarete I.  Njena brata Balduin I. in Henrik sta bila prva cesarja Latinskega cesarstva.
Leta 212 je za bratom Filipom I. postala namurska markiza.
Po smrti brata Henrika leta 1216 se je začelo kratko brezvladje, ki je trajalo do izvolitve Petra II. za Henrikovega naslednika.  Peter je poslal Jolando v Konstantinopel,  sam pa se je na poti zapletel v spopad z Epirskim despotatom in bil ujet. Njegova usoda ni znana, zelo verjetno pa so ga ubili. V tem času je kot samostojna vladarica vladala Jolanda.
Z bolgarskimi carji je sklenila zavezništvo proti več nasledstvenim državam Bizantinskega cesarstva in sklenila mir z nikejskim cesarjem Teodorjem I. Laskarisom in z njim poročila hčerko Marijo. Kmalu zatem je leta 1219 umrla.

## Nasledstvo
Jolando je nasledil njen drugi sin Robert Courtenayski, ker njegovega starejšega brata Filipa latinski prestol ni zanimal. Ker je bil Robert takrat še v Franciji, je bilo do njegovega prihoda leta 1221 v cesarstvu ponovno krajše brezvladje.
Njen položaj namurske markize je po njenem odhodu v Konstantinopel leta 1216  nasledil njen najstarejši sin Filip II.

## Družina
Jolanda in Peter II. je imel deset otrok:
- Filipa (umrl 1226), markiza Namurja, ki je odklonil ponudbo, da bi postal latinski cesar
- Roberta (umrl 1228), cesarja Latinskega cesarstva
- Henrika (umrl 1229), markiza Namurja
- Balduina II. (umrl 1273), cesarja Latinskega cesarstva
- Margareto, markizo Namurja
- Elizabeto
- Jolando, poročeno z Andrejem II. Ogrskim
- Eleonoro, poročeno s Filipom Monfortskim, vladarjem Tira
- Marijo, poročeno z nikejskim cesarjem Teodorom I. Laskarisom
- Agnezo, poročeno z ahajskim knezom Geoffreyem II. Villehardouinom